# Strachotín
Strachotín település Csehországban, Břeclavi járásban. Strachotín Hustopeče, Dolní Věstonice, Popice, Pouzdřany, Šakvice és Pavlov településekkel határos. Lakosainak száma 830 fő (2024. január 1.).

## Népesség
A település lakosságának változását az alábbi diagram mutatja:
| Lakosok száma | 875  | 1049 | 1004 | 813  | 786  | 808  | 801  | 798  | 780  | 830  |
|               | 1869 | 1900 | 1921 | 1961 | 1980 | 2011 | 2016 | 2019 | 2021 | 2024 |